# Surgeon Simulator 2013
Surgeon Simulator 2013 est un jeu de simulation de chirurgie créé en 48 heures pour le Global Game Jam 2013, et commercialisé en janvier 2013 par Bossa Studios (en). La version complète est commercialisée via Steam le 19 avril 2013.

## Système de jeu
Le jeu se veut un peu irréaliste et utilise ainsi un style cartoon, évitant d'essayer des graphismes gores ou quasi-réels. Le gameplay consiste au joueur d'essayer de réaliser plusieurs procédures chirurgicales, soit des greffes, respectivement une greffe du cœur, des reins, du cerveau, des yeux et des dents. Dans la médecine actuelle, la greffe complète des yeux et du cerveau est fictive.
Le but est de réaliser la greffe en charcutant le patient, enlever des organes ne provoque aucune conséquence. Le joueur a néanmoins un taux limité de sang à transfuser au patient. Si la réserve de sang est épuisée, l'opération est ratée. Et chaque intervention dans le corps use de ce taux. Et si jamais le joueur blesse le patient, il y a hémorragie, le sang est perdu en permanence. L'hémorragie peut être complètement colmatée avec une piqûre verte, dont l'inconvénient est que si le chirurgien se fait piquer maladroitement en la saisissant, tant qu'il ne se guérit pas avec une piqûre bleue, il aura en permanence une vision déformée hallucinogène très inconvenante. La difficulté est aussi dans le lieu de l'opération, avec un environnement extérieur envahissant et stressant, soit par ordre de difficulté, une salle d'opération, un couloir d'hôpital, une ambulance et une station spatiale en impesanteur (pas de gravité).
Le challenge du jeu vient surtout du contrôle même. Le chirurgien-joueur n'utilise qu'une seule main, contrôlée par la souris, chaque doigt est contrôlé par une touche du clavier, et chaque saisie d'un instrument est laborieuse et nécessite une bonne dextérité. C'est pour cela que le jeu assume sa catégorisation dans le simulateur maladroit.

## Accueil
L'accueil du jeu oscille entre le partagé et le positif - les critiques notant que les mauvais contrôles sont une volonté des développeurs et font partie du plaisir de jeu. Ars Technica chronique Surgeon Simulator 2013 par l'absurde dans l'esprit du jeu. Pour Rock, Paper, Shotgun, le jeu montre que « le ridicule peut être sublime ». Eurogamer donne au jeu la note de 7/10 et décrit le jeu comme un « simulateur de bras » et le compare à un autre clumsy simulator : QWOP. Canard PC le décrit comme « aussi nul que drôle ».